# Chantal Daucourt
Chantal Daucourt (nascida em 23 de junho de 1966) é uma atleta suíça que compete no cross-country de mountain bike. Competiu nos Jogos Olímpicos de Verão de 2000 em Sydney, terminando na décima primeira posição.